# 宋虎振
宋虎振（1963年10月—），河南孟州人，1983年7月参加工作，1986年7月加入中国共产党。曾任河南省畜牧局畜牧处秘书、办公室副主任、办公室主任、省畜牧局副局长。2013年4月任河南省畜牧局局长、河南省农业厅党组成员。2017年1月任河南省农业厅厅长。2018年11月，改任河南省农业农村厅党组书记、副厅长。2021年7月，任河南省农业农村厅党组书记、厅长。2023年1月，当选为河南省政协农业和农村委员会主任。